# リーチ麻雀世界選手権
リーチ麻雀世界選手権（英語: World Riichi Championship / WRC）とは、日本式リーチ麻雀の世界大会である。

## 歴史
第1回大会は、2014年7月16日から20日にかけて、フランスの麻雀組織「TNT French Riichi Mahjong Club」を主催しているQuentin ThomasとValérian Thomasによって開催された。
第2回大会は、2017年10月5日から8日までアメリカのネバダ州ラスベガスで開催された。
第3回大会は、2022年8月25日から28日までオーストリアのウィーンで開催された。
第4回大会は、2025年7月1日から6日まで日本の東京都で開催された。また、今大会から国別対抗チーム戦も行われるようになった。大会にはアース製薬が設立100周年事業の一環として特別協賛に名を連ね、日本語名称は「アース製薬100周年記念 世界麻雀TOKYO2025（アースせいやく100しゅうねんきねん せかいマージャン トウキョウ 2025）」となった。日本の一部メディアではWorld Riichi Championshipの略称をつけた「WRC世界麻雀TOKYO2025」の表記も見られる。
第5回大会は、2028年アメリカのニューヨーク州で開催される予定である。

## 主な採用ルール
「WRCルール」を採用する。
- 30,000点持ち30,000点返し
- 半荘または制限時間制（決勝は時間無制限）
- 赤牌は使用しない
- 一発・裏ドラあり
- 槓ドラ・槓ウラあり
- 同時ロンは頭ハネを採用（ダブロンなし）
- 喰いタンあり
- 平和自摸あり
- 国士無双での暗槓の搶槓は認めない
- 發なし緑一色を認める
- 役満の複合は認めるが、単一の役満の役によるダブル役満は採用しない
- 人和は満貫で、他の役とは複合しない（他の役だけで満貫を超える場合は、そちらで計算される）
- 嶺上開花自摸は2飜
- 13飜以上を四倍満（数え役満）とする
- 30符4翻・60符3翻は切り上げ満貫を採用
- 包あり（大三元、大四喜、四槓子に適用）
- 食い替え禁止
- あがりやめ・流し満貫・途中流局・飛びなし
- 連風牌の雀頭の符は2符
- 順位点は「15/5/-5/-15」。同点の場合は順位点を按分。焼き鳥なし。
- 最終戦の席は1戦目の順位で決まる。2位が起家、3位が南家、4位が西家、1位が北家となる。

### ルール改定
第2回（2017年）大会は日本プロ麻雀連盟の「連盟WRCルール」と概ね同じであったが、第3回（2022年）大会において、以下のルールが改定された。
- 役満の複合によるダブル役満（およびそれ以上）が可能となった。
- 包が導入された。
- 国士無双における暗槓の搶槓が不可能となった。
- 連風牌の雀頭の符は2符とされた。
- チョンボの罰符が30ポイントに引き上げられた。また、一部の反則行為について罰則が厳しくされた。

第4回（2025年）大会において、以下のルールが改定された。
- 自身のツモ番が残っていない（牌山が残り4枚未満）状況での立直が可能となった。
- 役満となる役が成立していない場合の最高得点を、三倍満から四倍満に引き上げ（13翻以上で適用）。
- 時間制限ありでの対局の場合、従来はその時間の合図がなされた局で終了としていたが、今改定において「その時間の合図がなされた局の次の局」で終了とするものとした。

## 優勝者

### 個人戦
| 回 | 年     | 優勝         | 2位          | 3位               | 4位          |
| -- | ------ | ------------ | ------------ | ----------------- | ------------ |
| 1  | 2014年 | 山井弘       | 西島一彦     | 西川淳            | 桐山のりゆき |
| 2  | 2017年 | ともたけ雅晴 | 増田隆一     | 山田浩之          | 中村ゆたか   |
| 3  | 2022年 | 奈良圭純     | 藤崎智       | Valentin Courtois | Anna Zubenko |
| 4  | 2025年 | 内川幸太郎   | ともたけ雅晴 | Junseok Yoon      | 黒沢咲       |

第1回大会では、最優秀女性選手賞として総合11位の魚谷侑未が選ばれた。

### 国別対抗チーム戦
| 回 | 年     | 優勝                                                                           | 2位                                                      | 3位                                                           | 4位 |
| -- | ------ | ------------------------------------------------------------------------------ | -------------------------------------------------------- | ------------------------------------------------------------- | --- |
| 4  | 2025年 | ポルトガル/スペイン（Sérgio Matos Lima、Rodrigo Lopes / Linxuan He、Yeyin Lu） | 中国B（Haomin Gao、ZhenWei Lin、Haoran Xia、Jinrui Zhu） | 日本フル代表チームB（佐々木寿人、仲林圭、瑞原明奈、本田朋広） | チャイニーズタイペイ（Pei-jyun Shih、Che-an Shih "Zyn"、Yu Ting Cheng、Po-Ping Chang、Fang-Liang Liu） |

## 会場
| 回    | 期間               | 開催地                              | 会場                          |
| ----- | ------------------ | ----------------------------------- | ----------------------------- |
| 第1回 | 2014年7月16日–20日 | フランス オー＝ド＝セーヌ県ピュトー | Mairie de Puteaux             |
| 第2回 | 2017年10月5日–8日  | アメリカ合衆国 ネバダ州ラスベガス   | Palms Resort and Casino Hotel |
| 第3回 | 2022年8月25日–28日 | オーストリア ウィーン               | Intercontinental Hotel Vienna |
| 第4回 | 2025年7月1日–6日   | 日本 東京                           | 日本橋三井ホール              |
| 第5回 | 2028年             | アメリカ合衆国 ニューヨーク州       | 後日発表                      |